# Peter Olbricht
Peter Olbricht (* 11. November 1909 in Oberweimar; † 16. März 2001) war ein deutscher Sinologe.

## Leben
Peter Olbricht war ein Sohn des Kunstmalers Alexander Olbricht und der Margarete Thurow. Er besuchte das Wilhelm Ernst-Gymnasium in Weimar und studierte Literaturwissenschaft und Philologie in Leipzig, München und Berlin. Er wurde 1938 in Berlin promoviert. Ab September 1939 arbeitete Olbricht im Chiffrier- und Nachrichtenwesen im Auswärtigen Amt in Berlin. Bei Kriegsende geriet er in US-amerikanische und dann in britische Internierung, aus der er im Oktober 1946 entlassen wurde.
Olbricht wurde anschließend Lehrbeauftragter für Sinologie an der Universität Göttingen, wo er 1950 habilitierte und Privatdozent wurde. Von 1957 bis 1975 lehrte er als Professor für Sinologie in Bonn. Er ist auf dem Friedhof Oberweimar begraben.

## Schriften (Auswahl)
- Von der Einstellung des Herrschers zu seinen Beratern. Nach einer Schrift des chinesischen Staatsmannes und Historikers Ou-Yang Siu aus dem 11. Jahrhundert. Berlin 1939, OCLC 908810660.
- Das Postwesen in China unter der Mongolenherrschaft im 13. und 14. Jahrhundert. Wiesbaden 1954, OCLC 603461485.
- als Übersetzer: Meng-Ta pei-lu und Hei-Ta shih-Lueeh. Chinesische Gesandtenberichte über die frühen Mongolen 1221 und 1237. Wiesbaden 1980, ISBN 3-447-01999-9.
- als Übersetzer: Ki no Tsurayuki: Elegische Heimreise. Ein japanisches Tagebuch aus dem Jahre 935. Frankfurt am Main 2001, ISBN 3-458-19222-0.